# Nsem
Nsem è un comune del Camerun, che fa parte del dipartimento di Haute-Sanaga nella regione del Centro.